# Deiondre' Hall
Deiondre' Hall (Blue Springs, 31 maggio 1994) è un giocatore di football americano statunitense che milita nel ruolo di cornerback per i Philadelphia Eagles della National Football League (NFL).

## Biografia

### Chicago Bears
Al college, Hall giocò a football alla Northern Iowa University. Fu scelto nel corso del quarto giro (127º assoluto) del Draft NFL 2016 dai Chicago Bears. Debuttò come professionista nel primo turno contro gli Houston Texans mettendo a segno 3 tackle. Nella settimana 4 fece registrare il suo primo intercetto ai danni di Matthew Stafford dei Detroit Lions. La sua stagione da rookie si chiuse con 9 tackle in 8 presenze, nessuna delle quali come titolare.
Hall fu sospeso per la prima partita della stagione 2018 per avere fallito un test antidoping.

## Statistiche
| Partite totali      | 8   |
| Partite da titolare | 0   |
| Tackle              | 9   |
| Sack                | 0,0 |
| Intercetti          | 1   |
| Fumble forzati      | 0   |

Statistiche aggiornate alla stagione 2016